# 田楊
田楊（1520年—？），字廷翰，福建泉州府晉江縣人，明朝政治人物。

## 生平
嘉靖十九年（1540年）庚子科福建鄉試第十名。嘉靖二十九年（1550年）庚戌科二甲第一名進士。传闻殿试已拟为一甲，但世宗看到其姓名后说：“田中不得有木。”移置二甲第一。授官礼部任职，官至广东参议。道光《晋江县志》有传。

## 家族
曾祖田隆，封南京兵部郎中；祖父田崑，知州；父田濂，母佘氏；繼母陳氏。具庆下。兄梅、桃。弟桂、㭿、楩、柱、榜、檝、櫆、梴、權。